# Tharzan 2 - Il ritorno del figlio della giungla
Tharzan 2 - Il ritorno del figlio della giungla è un film del 1995 diretto da Joe D'Amato. È una pellicola hard interpretata da Rocco Siffredi che fa il verso al personaggio di Tarzan. 
Il film è il sequel di Tharzan - La vera storia del figlio della giungla sempre del 1995.

## Altro
- È stato distribuito col titolo internazionale Tarzhard - The Return.
- In Italia venne anche distribuito col titolo Tharzan 2.